# Knysz (strudel)
Knysz – kawałki strudla z nadzieniem z ugotowanej kaszy gryczanej (w tym krakowskiej) wymieszanej ze zrumienioną na skwarkach cebulą, które podaje się jako dodatek do dań mięsnych lub jako samodzielne danie; porównaj z kašnjaki – tradycyjną potrawą kuchni chorwackiej, czyli strudlem z kaszą gryczaną i jaglaną.